# 夢のつづき (竹井詩織里の曲)
「夢のつづき」（ゆめのつづき）は、竹井詩織里の9枚目のシングル。

## 概要
アルバム『Diary』の位置付けでは2月をテーマにした曲である。自らフルートのテイク選びを行うなど、生音主体にこだわって制作されている。

## 収録曲
1. 夢のつづき
  - 作詞：竹井詩織里／作曲：後藤康二／編曲：小林哲
  - テレビ東京系「JAPAN COUNTDOWN」エンディングテーマ
2. バイバイ ララバイ
  - 作詞：竹井詩織里／作曲：木村奈央／編曲：NAKEDGRUN
3. 夢のつづき（less vocal）

## 収録アルバム
- Diary
- 竹井詩織里 ベスト